# Bejt Janaj
Bejt Janaj (hebrejsky בֵּית יַנַּאי, doslova „Janajův dům“, v oficiálním přepisu do angličtiny Bet Yannay, přepisováno též Beit Yanai) je vesnice typu mošav v Izraeli, v Centrálním distriktu, v Oblastní radě Emek Chefer.

## Geografie
Leží v nadmořské výšce 16 metrů v hustě osídlené a zemědělsky intenzivně využívané pobřežní nížině respektive Šaronské planině. Severním směrem nedaleko od vesnice ústí do Středozemního moře vodní tok Nachal Alexander.
Obec se nachází na břehu Středozemního moře, cca 34 kilometrů severoseverovýchodně od centra Tel Avivu, cca 49 kilometrů jihojihozápadně od centra Haify a 8 kilometrů jihozápadně od města Chadera. Bejt Janaj obývají Židé, přičemž osídlení v tomto regionu je etnicky převážně židovské. Vesnice vytváří společně s okolními obcemi Bejt Cherut, Chofit a Kfar Vitkin jeden souvislý urbanistický celek. Na jejím jižním okraji leží vzdělávací komplex Ne'urim, mající status samostatné obce.
Bejt Janaj je na dopravní síť napojen pomocí místních komunikací v rámci zdejší aglomerace zemědělských vesnic. Na východním okraji obec míjí dálnice číslo 2.

## Dějiny
Bejt Janaj byl založen v roce 1933. Mošav je pojmenován po starověkém židovském vládci Alexandrovi Jannaiovi. Zakladateli vesnice byla skupina Židů z Polska a Litvy, později dorazili i židovští přistěhovalci z jižní Afriky.
Před rokem 1949 měl Bejt Janaj rozlohu katastrálního území 2300 dunamů (2,3 kilometru čtverečního). Správní území vesnice v současnosti dosahuje cca 1130 dunamů (1,13 kilometru čtverečního). Místní ekonomika je založena na zemědělství. Významný je turistický ruch (pláž u Středozemního moře).

## Demografie
Podle údajů z roku 2014 tvořili naprostou většinu obyvatel v Bejt Janaj Židé (včetně statistické kategorie "ostatní", která zahrnuje nearabské obyvatele židovského původu ale bez formální příslušnosti k židovskému náboženství).
Jde o menší sídlo vesnického typu s dlouhodobě mírně rostoucí populací. K 31. prosinci 2014 zde žilo 433 lidí. Během roku 2014 populace stoupla o 1,6 %.
| Rok            | 1948 | 1961 | 1972 | 1983 | 1995 | 2001 | 2003 | 2004 | 2005 | 2006 | 2007 | 2008 | 2009 | 2010 | 2011 | 2012 | 2013 | 2014 |
| -------------- | ---- | ---- | ---- | ---- | ---- | ---- | ---- | ---- | ---- | ---- | ---- | ---- | ---- | ---- | ---- | ---- | ---- | ---- |
| Počet obyvatel | 151  | 198  | 278  | 295  | 345  | 364  | 376  | 395  | 397  | 399  | 394  | 379  | 393  | 385  | 408  | 419  | 426  | 433  |